# Парк Кафарелла

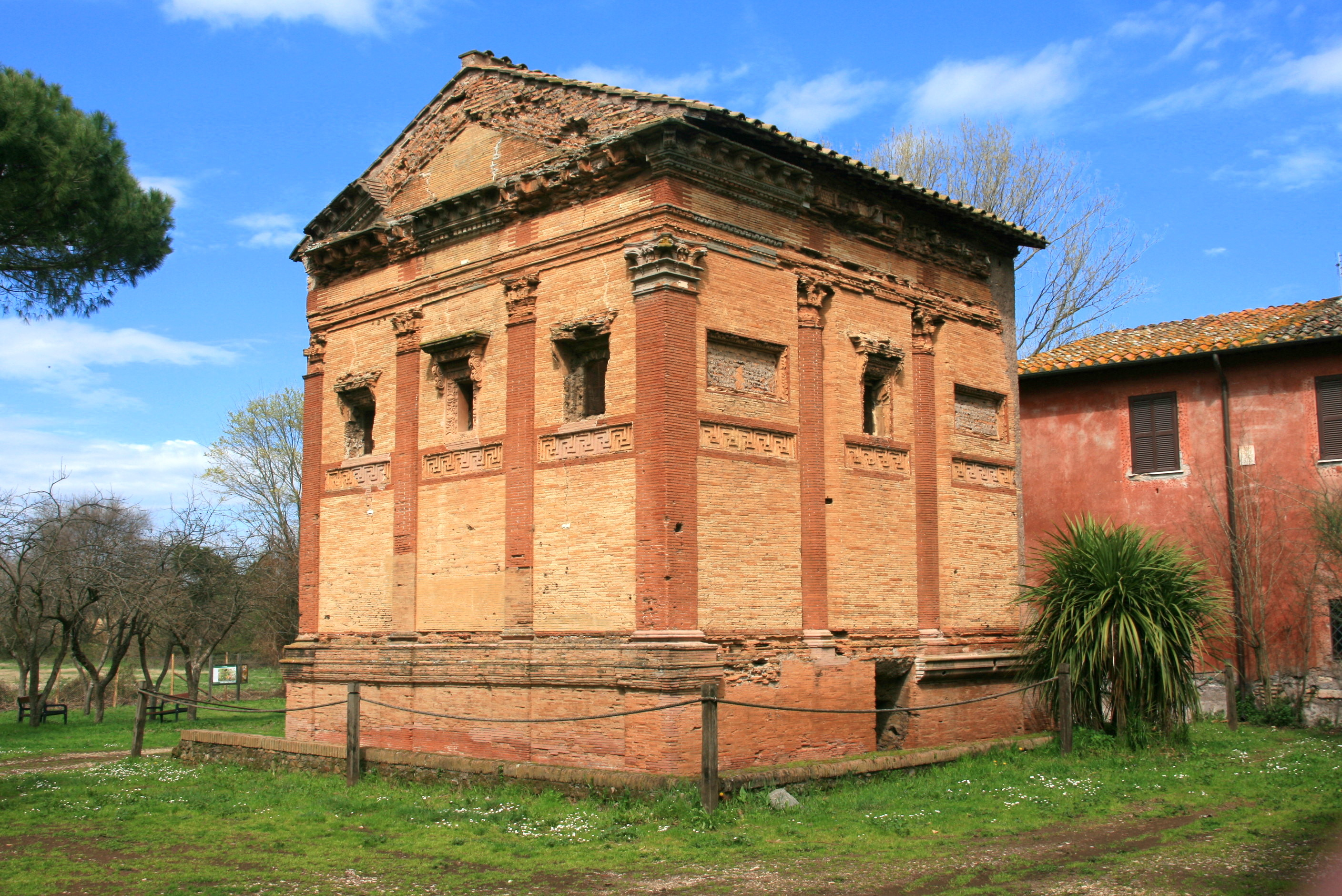
«Гробница Аннии Реджиллы»

Парк Кафаре́лла (итал. Parco della Caffarella) — обширный парк на юго-востоке Рима, охраняемая территория. Является частью регионального парка Аппиевой дороги (Parco Regionale Appia Antica). Парк расположен в долине реки Альмоне и ограничен с северо-востока Латинской дорогой, а с юго-запада Аппиевой дорогой. С севера на юг он простирается от стены Аврелиана до Via dell'Almone.
В парке находится несколько памятников Античности и Средневековья, также он имеет экологическую ценность, будучи местом обитания 78 видов птиц и других животных. Одна из крупнейших зелёных зон Рима (132 гектара зелёных насаждений).

## История

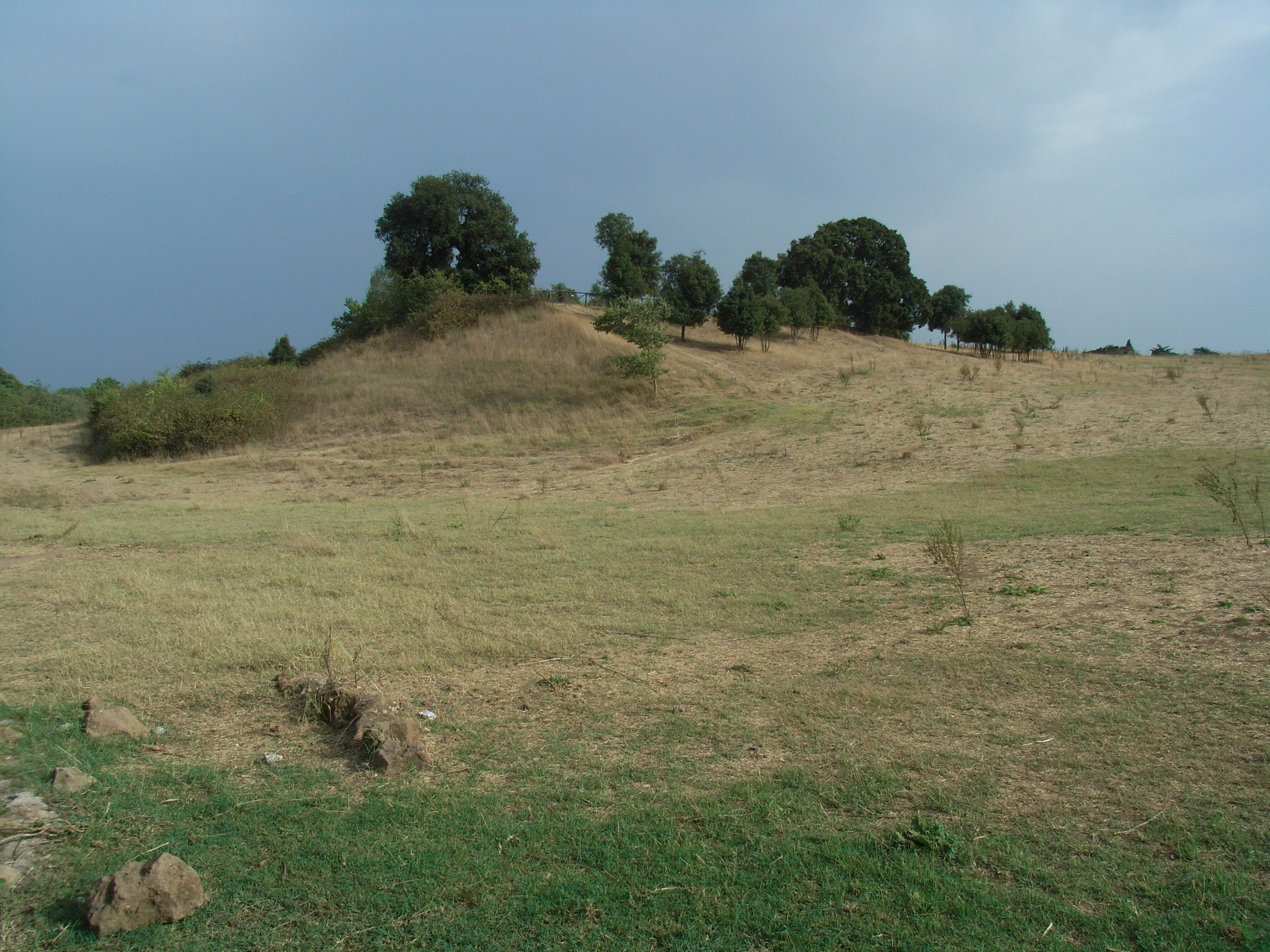
«Священная роща»

В античные времена большая часть этой территории была занята поместьем, известным как Triopius. В середине II в. н. э. Герод Аттик, греческий оратор, учитель императоров Луция Вера и Марка Аврелия, римский консул 143 года, получил права на это поместье через брак со знатной римлянкой Аннией Региллой.
Современное название происходит от фамилии семейства Кафарелли, которые владели фермой здесь в XVI веке. Затем владельцами этой земли были семьи Паллавичино и Торлония.
В середине XX века рассматривался план застройки этой территории, но в результате протестной кампании было решено её сохранить, присоединив к парку Аппиевой дороги.

## Основные достопримечательности
- Нимфей Эгерии. Архитектурное оформление этого источника датируется по типу кирпича серединой II века н. э.[2] Предполагается, что Герод Аттик соорудил этот нимфей в память о своей жене Аннии Регилле. Связь с именем нимфы Эгерии возникла позднее.

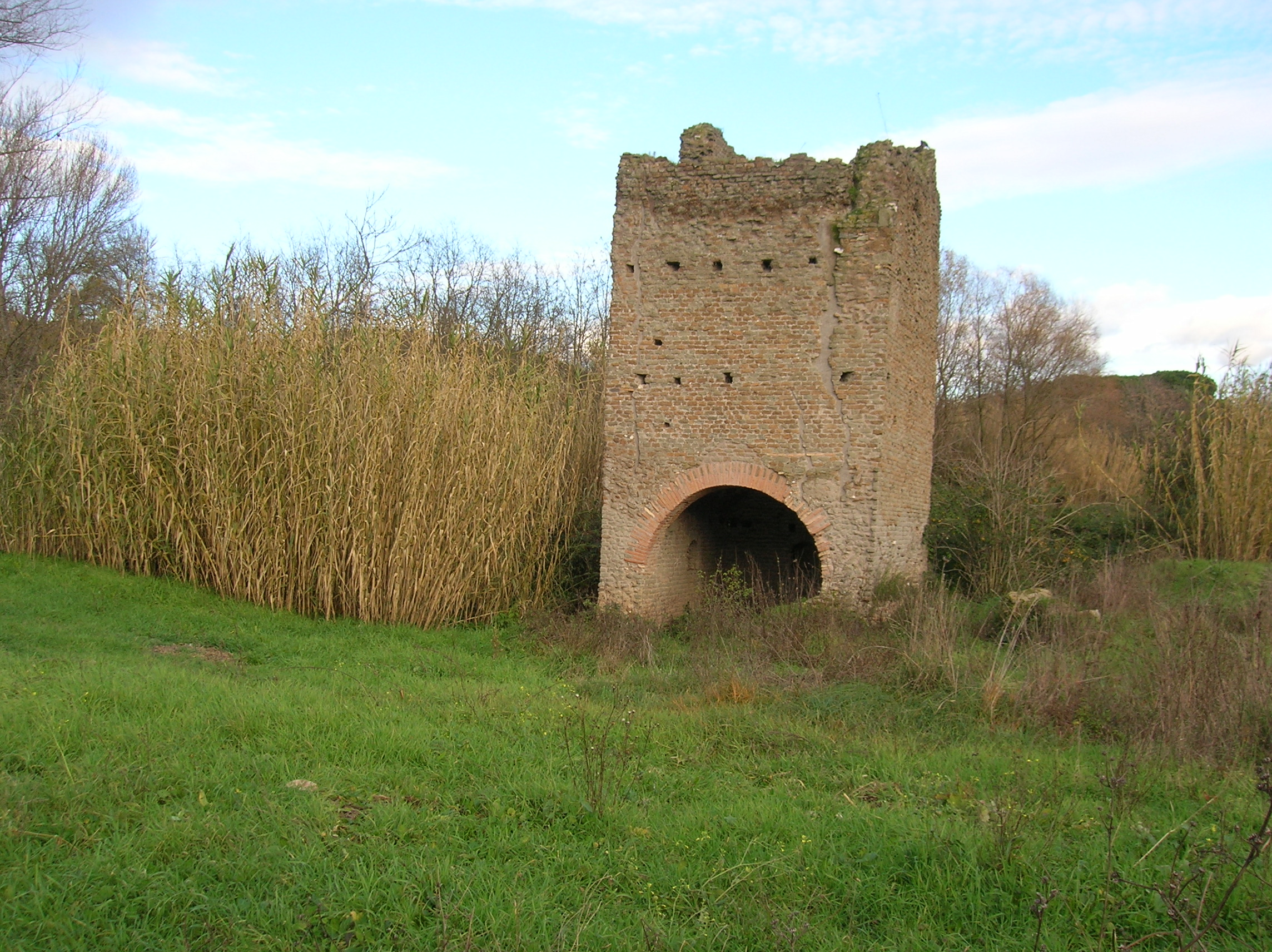
Башня Валка

- Гробница Аннии Реджиллы. Эта хорошо сохранившаяся двухэтажная постройка из жёлтого и красного кирпича является кенотафом жены Герода Аттика, а не её гробницей. На фасаде сохранились пилястры коринфского ордера и другие элементы отделки. Долгое время здание использовалось как сарай.[3]
- Башня Валка. Строение из туфовых блоков датируется XII или XIII веком. Ранее оно было защищено дополнительной стеной и подъёмным мостом.[2]

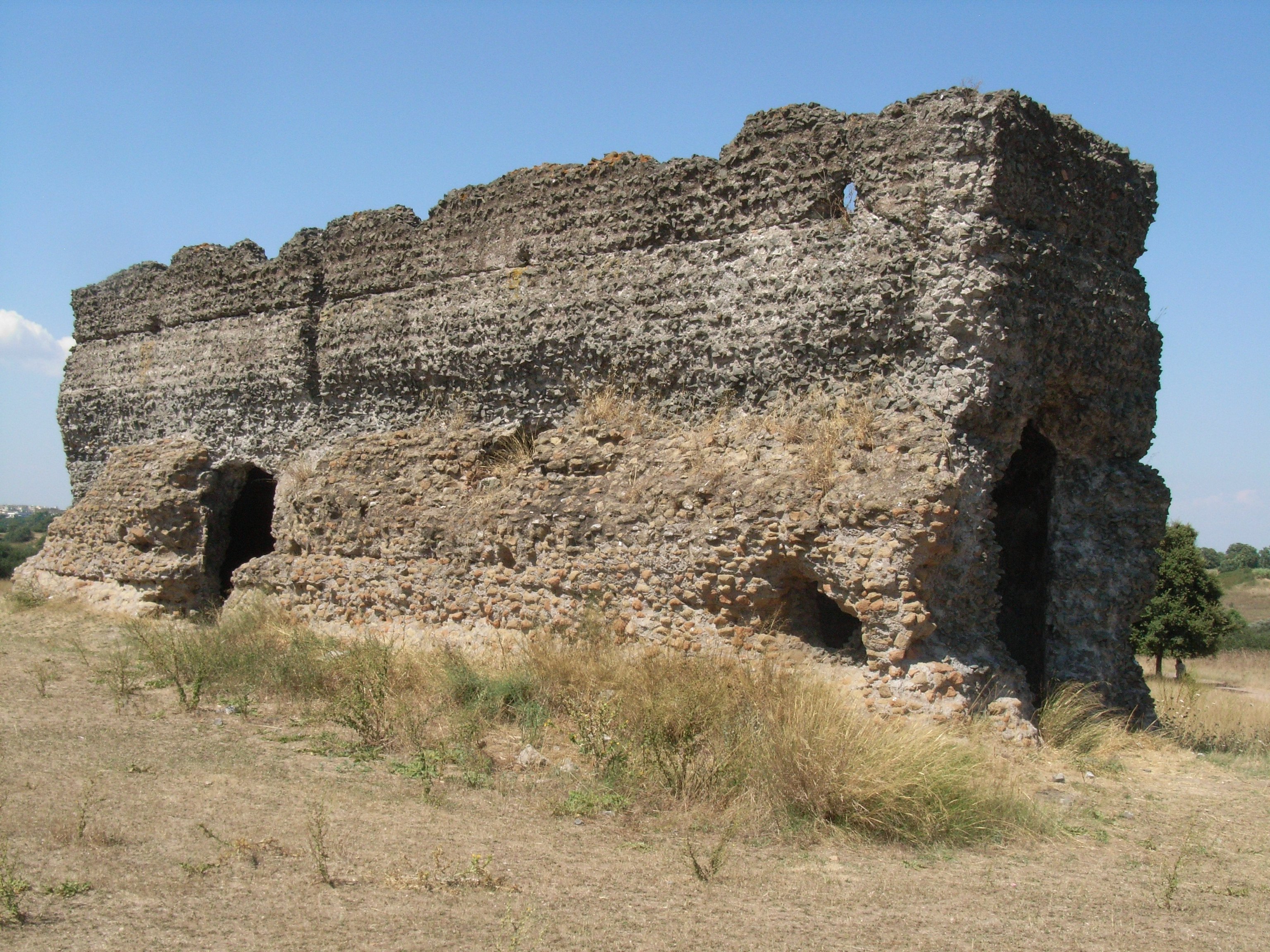
Римская цистерна

- Римская цистерна. Первоначально цистерна, сооружённая около 100 года н. э., была подземной, но обнажилась в результате забора грунта для постройки цирка Максенция в начале IV века.
- Колумбарий Константина. Монумент датируется II в. н. э. Первоначально он действительно служил колумбарием, а в Средние века был переоборудован в водяную мельницу.[2]
- Священная роща. Место на вершине холма, где, по легенде, Герод Аттик повелел посадить посвящённую богам рощу.[2]

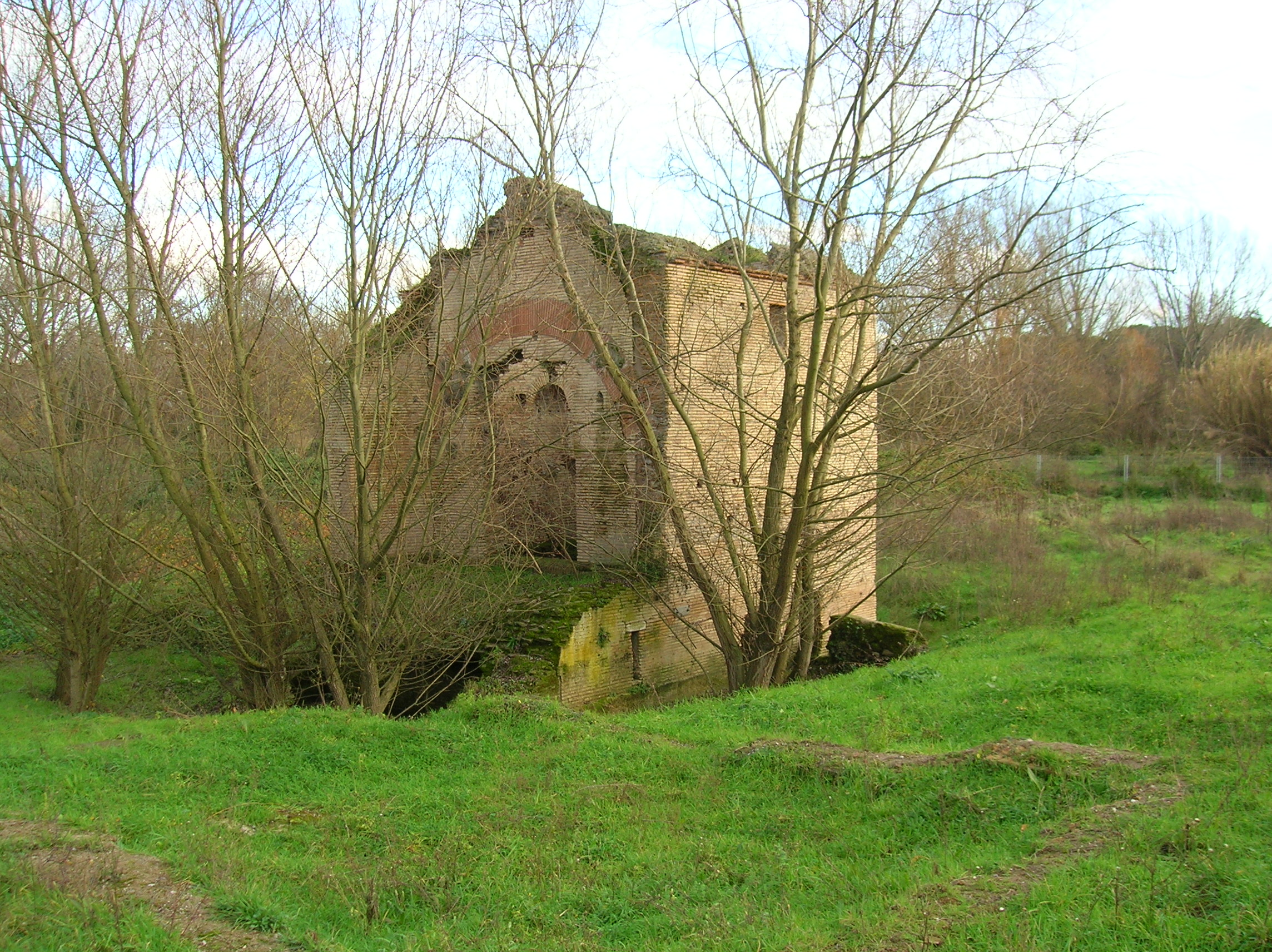
«Колумбарий Константина»

- Церковь Святого Урбана. Хорошо сохранившееся здание древнеримского храма II века н. э., обращённого в Средние века в церковь.

## Внешние ссылки
- Долина Кафарелла 1 Архивная копия от 11 февраля 2017 на Wayback Machine
- Долина Кафарелла 2 Архивная копия от 11 февраля 2017 на Wayback Machine
- Официальная страница Архивная копия от 14 декабря 2016 на Wayback Machine
- Flickr Архивная копия от 11 февраля 2017 на Wayback Machine Фотографии природы парка